# Школьник Йосип Соломонович
Йосип Соломонович Школьник (нар. 12 грудня 1883, Балта — пом. 1926, Ленінград) — український і російський театральний художник, графік, організатор і секретар товариства художників «Союз молоді».

## Біографія
Народився 30 листопада [12 грудня] 1883 року в місті Балті (тепер Одеська область, Україна) в міщанській сім'ї. У 1898–1903 роках навчався в Одеському художньому училищі. З 1903 по 1905 рік вивчав історію мистецтв у професора Новоросійського університу Олексія Павловського. У 1905–1906 роках навчався у Імператорській академії мистецтв у Івана Ционглінського, проте відрахований у грудні 1906 року, як такий, що не пройшов випробувальний термін.
У 1914—1918 роках очолював Троїцький театр мініатюр, з 1919 року працював в Ермітажний театрі, потім Московському театрі. Очолював плакатного майстерню. З 1919 по 1920 рік працював професором і очолював декораційний клас Петроградських державних вільних художньо-навчальних майстерень. У 1920–1925 роках — директор Петроградського декоративного інституту.
Помер у Ленінграді у 1926 році.

## Творчість
Оформив низку театральних вистав. У 1922 році виконав ескізи розпису тарілок для Державного фарфорового заводу. У 1919—1925 роках оформляв революційні свята, зокрема:
- площу Урицького до першої річниці Червоної армії;
- будівлю Смольного інституту до II Конгресу Комінтерна[2].

Твори художника знаходяться в Державній Третьяковській галереї, Державному Російському музеї, Саратовському художньому музеї імені О. М. Радищева, Державному музеї Каракалпакії в Нукусі.

## Виставки
Навесні 1908 року брав участь у виставці «Сучасні течії в мистецтві» у Санкт-Петербурзі в складі групи Миколи Кульбіна «Трикутник». З лютого 1910 року по 1914 рік брав участь у всіх виставках «Союзу молоді». Пізніше взяв участь у:
- двох виставках «Художнього бюро Надії Добичиної» (1912—1915);
- «Виставці картин лівих течій» (квітень-травень 1915);
- «Виставці пам'ятників російського театру» (грудень 1915);
- виставці картин художників-євреїв (1918, Москва);
- «Першій державній вільній виставці творів мистецтва» (1919);
- виставці ескізів театральних декорацій і робіт майстерень декоративного мистецтва за 1918—1922 роки (1922, Петроград);
- виставці «Театрально-декораційне мистецтво Москви» (1923);
- Першій російській художній виставці (1922—1923, Берлін, Амстердам)[3].